# Liga de Fútbol de las Islas Åland 2010
La Liga de las Islas Åland 2010 fue la 68.ª edición de la Liga de Fútbol de las Islas Åland.

## Primera División[1]
|  |   | Equipos        | PJ | PG | PE | PP | GF | GC | Dif | Pts |
|  | - | -------------- | -- | -- | -- | -- | -- | -- | --- | --- |
|  | 1 | IFK Mariehamn  | 3  | 3  | 0  | 0  | 20 | 0  | +20 | 9   |
|  | 2 | Hammarlands IK | 3  | 1  | 1  | 1  | 2  | 9  | -7  | 4   |
|  | 3 | Sunds/IFFK     | 3  | 1  | 0  | 2  | 1  | 8  | -7  | 3   |
|  | 4 | Jomala IK      | 3  | 0  | 1  | 2  | 1  | 7  | -6  | 1   |

|  | Descendido |

## Segunda División[1]
|  |   | Equipos              | PJ | PG | PE | PP | GF | GC | Dif | Pts |
|  | - | -------------------- | -- | -- | -- | -- | -- | -- | --- | --- |
|  | 1 | Jomala IK sub-19     | 3  | 3  | 0  | 0  | 10 | 2  | +8  | 9   |
|  | 2 | Eckerö IK            | 3  | 2  | 0  | 1  | 7  | 7  | 0   | 6   |
|  | 3 | IFK Mariehamn sub-18 | 3  | 1  | 0  | 2  | 5  | 8  | -3  | 3   |
|  | 4 | IF Fram              | 3  | 0  | 0  | 3  | 3  | 8  | -5  | 0   |

|  | Ascendido |